# Загальноосвітня школа № 1 (Тернівка, Тернівська міська рада)
Тернівська загальноосвітня школа I—III ступенів № 1 — російськомовний навчальний заклад I-III ступенів акредитації у місті Тернівка Дніпропетровської області.

## Загальні дані
Тернівська загальноосвітня школа I—III ступенів № 1 розташована за адресою: вул. Чкалова, 93, місто Тернівка (Дніпропетровська область)—51500, Україна.
Директор закладу — Мацейлік Світлана Василівна.
Мова викладання — російська.
Профільна направленість: Технологічний - (інформаційних технологій, швейна справа) - 31 учень, Гуртки - 4, 9 год., 70 учнів. 
Школа розрахована на 520 учнівських місць. В освітньому закладі - 15 навчальних кабінетів.

## Історія
Школа була збудована в 1961 році.
8 травня 2007 року в середній школі № 1 відбулося урочисте відкриття меморіальної дошки ветерану війни, вчителю, голові міської спілки ветеранів (з 1989 по 2005 р.р) Івану Дзюбанову. Він після війни закінчив Кримське педучилище, працював учителем історії в Богданівці. У 33 роки Іван Миколайович став директором Тернівської середньої школи № 1, керував якою 20 років. Дбав не тільки про навчання, а й про дозвілля післявоєнної дітвори. 
При ньому слава про першій школі йшла не тільки по Павлоградському району, а й по області. Музичні і художні колективи школи неодноразово займали призові місця на обласних та районних конкурсах ". Випускники та учні школи з великою теплотою згадують І. Дзюбанова. 